# Бранка Веселиновић
Бранка Веселиновић (рођ. Ћосић; Стари Бечеј, 16. септембар 1918 — Београд, 8. фебруар 2023) била је српска глумица. Дуже времена била је најстарија српска глумица као и најстарија српска глумица икада, а последњих неколико месеци живота, била је и најстарија жива глумица на свету. Са своје 104 године и 84 године дуге глумачке каријере, глумила је у више од 100 представа у позоришту, и више од 50 телевизијских серија и филмова. Добитница је многобројних награда и признања за свој глумачки и хуманитарни рад.
Легат глумице се од 2018. године налази у Удружењу за културу, уметност и међународну сарадњу „Адлигат” у Београду.

## Биографија
Рођена је као Бранка Ћосић 16. септембра 1918. године као шесто дете оца Александра и мајке Јованке (рођ. Монашевић). Родитељи су пореклом из Јаше Томића.
Студирала је Глумачку школу при Народном позоришту у Београду од 1936. године. После две године студија, са тек 19 година, отишла је на праксу 1938. године у Српско народно позориште у Новом Саду (тада се звало Народно позориште Дунавске бановине) и постала глумица играјући у представи „Карлова тетка“. У Новом Саду је играла до 1940. године када је прешла у Београд. Показивала је велики таленат за хумор и сатиру.
Као веома млада удала се за будућег инжењера шумарства Андоновића, по чијем презимену су је упамтили многи старији Београђани. Али нешто касније, он је као амерички држављанин, одлучио да се врати у Америку, док је она остала у земљи, па су се због тога растали. После окупације априла 1941. године, окупатор је затворио позориште, а глумци су се разишли.
Играла је у првој представи Југословенског драмског позоришта 3. априла 1948. у комаду „Краљ Бетајнове“. У Београду је играла у Уметничком (1940–1942), Народном (1944–1947) и Југословенском драмском позоришту (1947–1978). Играла је на сценама свих београдских позоришта, а у Америци је на енглеском језику играла главну улогу у представи "Мајка храброст и њена деца". У својој матичној кући, Југословенском драмском позоришту одиграла је преко четрдесет улога. За улогу Гине у Нушићевој „Ожалошћеној породици“ добила је „Стеријину награду“ 1964.
Била је удата за глумца и преводиоца Млађу Веселиновића (1915-2012). Венчали су се 30. септембра 1948. године.
Добитник је још многих плакета, награда и признања за свој глумачки и хуманитарни рад, као што су Орден рада са златним венцем, Нушићева награда за животно дело, Стеријина награда, Вукова награда,.Награда Мали принц за животно дело, коју додељује Међународни фестивал позоришта и многе друге. Почасни је становник Новог Сада, Београда и Дечјег села, чланица Дипломатског хора жена и дописни члан Српске развојне академије. Од 1980. је амбасадор УНИЦЕФ-а.
Посебно се ангажовала у хуманитарним приредбама за децу, мада није имала деце. Са супругом Млађом је основала Фонд Бранке и Млађе Веселиновић за помоћ инвалидној деци. Полиглота је, говори енглески, руски, немачки, француски, чешки, мађарски и италијански језик.
Била је блиска пријатељица са Десанком Максимовић, Миром Ступицом, Маријом Црнобори, Чкаљом и Мијом Алексићем. Када је 1964. године награђена Стеријином наградом у жирију је, између осталих, био и Меша Селимовић.
Захваљујући њој и Млађи додељује се Награда „Бранка и Млађа Веселиновић“ почев од 2012. године. Досадашњи добитници су: Небојша Глоговац, Александра Јанковић, Војин Ћетковић, Наташа Тапушковић, Јелисавета Саблић и Ненад Јездић.
Била је активан и у 100. години живота и обилазила Домове за незбринуту децу, Домове за стара лица и инвалиде где рецитује и изводи монологе. Писала је у то време песме, сликала и изводила луткарске представе луткама које је сама правила.
Поводом 100. рођендана Бранке Веселиновић приређена је свечана прослава у Југословенском драмском позоришту 17. септембра 2018, којој су присуствовали бројни глумци, редитељи и ТВ екипе.
Последњу улогу у позоришту је одиграла 2007, а на филму 2013. године.
Умрла је 8. фебруара 2023. и сахрањена 14. фебруара у Алеји заслужних грађана на Новом гробљу у Београду.

## Легат Бранке и Млађе Веселиновића
Бранка Веселиновић формирала је легат Бранке и Млађе Веселиновића 2018. године, у својој стотој години, у Удружењу за културу, уметност и међународну сарадњу „Адлигат” у Београду. Збирку вредних књига сакупљала је деценијама са својим супругом, глумцем и преводиоцем, Млађом Веселиновићем (1915–2012). Овај уметнички брачни пар целог живота се посвећено бавио хуманитарним радом, а у Музеју српске књижевности изложен је велики број наслова из њихове личне библиотеке, као и публикација са посветама значајних аутора и великана, међу којима су Раша Попов, Десанка Максимовић, Мија Алексић, Љубивоје Ршумовић, Бора Ђорђевић, Бора Тодоровић, Воја Брајовић, Иван Бекјарев, Мошо Одаловић и други.
Легат је формиран на иницијативу Стеванке Чешљаров, Бранкине пријатељице, која је такође чланица и саветница Удружења „Адлигат”.

## Филмографија
| Год.       | Назив                               | Улога                    |
| ---------- | ----------------------------------- | ------------------------ |
| 1950-те    |                                     |                          |
| 1950.      | Мува                                |                          |
| 1953.      | Општинско дете                      |                          |
| 1957.      | Мали човек                          | покрадена жена           |
| 1957.      | Поп Ћира и поп Спира                | Фрау-Цвечкенмајерка      |
| 1957.      | Кирија                              |                          |
| 1960-те    |                                     |                          |
| 1960.      | Боље је умети                       | секретарица              |
| 1960.      | Ожалошћена породица                 | Гина                     |
| 1959—1960. | Сервисна станица                    |                          |
| 1960.      | Заједнички стан                     | Госпа Ната               |
| 1961.      | Велика турнеја                      |                          |
| 1961.      | Серафимов клуб                      |                          |
| 1962.      | Медитеранско путовање               |                          |
| 1962.      | Срећна нова година                  |                          |
| 1963.      | Детелина са три листа               |                          |
| 1962—1963. | Музеј воштаних фигура ТВ серија     |                          |
| 1963.      | Промаја (серија)                    |                          |
| 1963.      | Шест свечаних позивница (ТВ серија) |                          |
| 1964.      | Атекс                               |                          |
| 1964.      | Народни посланик                    | Марина                   |
| 1964.      | Шест свечаних позивница             |                          |
| 1964.      | Народни посланик                    |                          |
| 1966.      | Лола Ђукић и Новак Новак            |                          |
| 1966.      | Сретни умиру двапут                 | Јела                     |
| 1966.      | Пре рата                            | Гина                     |
| 1966.      | Људи и папагаји                     | Јаворка                  |
| 1967.      | Будућност света                     | краљица                  |
| 1967.      | Смоки (ТВ серија)                   |                          |
| 1967.      | Забавља вас Мија Алексић            |                          |
| 1967.      | Круг двојком (ТВ серија)            |                          |
| 1967.      | Пробисвет (ТВ серија)               |                          |
| 1967.      | Дежурна улица                       |                          |
| 1968.      | Не играј се љубављу (ТВ)            |                          |
| 1968.      | Наши синови                         |                          |
| 1968.      | Не играј се љубављу                 |                          |
| 1968—1969. | ТВ Буквар                           | Трафиканткиња            |
| 1969.      | Весело вече - 20 година             |                          |
| 1970-те    |                                     |                          |
| 1970.      | Протекција (ТВ филм)                | Персида                  |
| 1970.      | Дванаест столица                    | Наташа                   |
| 1971.      | Сладак живот на српски начин        |                          |
| 1971.      | Дом и лепота                        |                          |
| 1972.      | Злочин и казна                      | Аљона Ивановна           |
| 1972.      | Глумац је, глумац                   |                          |
| 1972.      | Грађани села Луга                   | играчица Изабела         |
| 1972.      | Мајстор и Маргарита                 |                          |
| 1974.      | Мистер Долар                        | Госпођа која проводаџише |
| 1977.      | Бабино унуче (ТВ серија)            | директорова супруга      |
| 1980-те    |                                     |                          |
| 1982.      | Три сестре                          |                          |
| 1984.      | Супермаркет (ТВ серија)             |                          |
| 1989.      | Смехотворци (ТВ серија)             |                          |
| 1990-те    |                                     |                          |
| 1993.      | Руски цар                           | Госпођа Милојковић       |
| 1996.      | Ориђинали                           | Докторка                 |
| 2000-те    |                                     |                          |
| 2005.      | Љубав, навика, паника               | вештица Грдана           |
| 2006.      | Сељаци (ТВ серија)                  | баба Милојка             |
| 2010-те    |                                     |                          |
| 2014.      | Ургентни центар (ТВ серија)         | госпођа Андрић           |